# Кубок Ісландії з футболу 2023
Кубок Ісландії з футболу 2023 — 64-й розіграш кубкового футбольного турніру в Ісландії. Втретє поспіль титул здобув Вікінгур (Рейк'явік).

## Календар
| Раунд        | Дата                       | Матчі |
| ------------ | -------------------------- | ----- |
| Перший раунд | 22 березня – 2 квітня 2023 | 25    |
| Другий раунд | 6–11 квітня 2023           | 20    |
| 1/16 фіналу  | 19–20 квітня 2023          | 16    |
| 1/8 фіналу   | 16–18 травня 2023          | 8     |
| 1/4 фіналу   | 5–6 червня 2023            | 4     |
| 1/2 фіналу   | 4 липня – 16 серпня 2023   | 2     |
| Фінал        | 16 вересня 2023            | 1     |

## 1/8 фіналу
| Команда 1            | Рахунок | Команда 2               |
| -------------------- | ------- | ----------------------- |
| 16 травня 2023       |         |                         |
| Тор (2)              | 3:1     | Лейкнір (Рейк'явік) (2) |
| 17 травня 2023       |         |                         |
| Гапнарф'ярдар        | 2:1     | Нярдвік (2)             |
| 18 травня 2023       |         |                         |
| Стьярнан             | 4:0     | Кеплавік                |
| Валюр                | 1:3     | Гріндавік (2)           |
| Троттур (2)          | 0:3     | Брєйдаблік              |
| Вікінгур (Рейк'явік) | 2:1     | Гротта (2)              |
| Коупавогур           | 1:3     | Акурейрі                |
| Фількір              | 3:4     | КР                      |

## 1/4 фіналу
| Команда 1     | Рахунок | Команда 2            |
| ------------- | ------- | -------------------- |
| 5 червня 2023 |         |                      |
| Тор (2)       | 1:2     | Вікінгур (Рейк'явік) |
| Брєйдаблік    | 3:1     | Гапнарф'ярдар        |
| 6 червня 2023 |         |                      |
| КР            | 2:1 дч  | Стьярнан             |
| Акурейрі      | 2:1     | Гріндавік (2)        |

## 1/2 фіналу
| Команда 1            | Рахунок      | Команда 2  |
| -------------------- | ------------ | ---------- |
| 4 липня 2023         |              |            |
| Акурейрі             | 3:3 пен. 3:1 | Брєйдаблік |
| 16 серпня 2023       |              |            |
| Вікінгур (Рейк'явік) | 4:1          | КР         |

## Фінал
| 16 вересня 2023 19:00 (EEST) |

| Вікінгур (Рейк'явік)                            | 3:1      | Акурейрі    |
| ----------------------------------------------- | -------- | ----------- |
| Вільямссон 38' Траундарсон 72' Сігурпалссон 84' | Протокол | Арнасон 82' |

| Лаугардалсволлур, Рейк'явік Глядачів: 3 845 Арбітр: Елгі Мікаель Йоханссон |